# Godfrey Reggio
Pour les articles homonymes, voir Reggio.
Godfrey Reggio est un cinéaste américain né le 29 mars 1940 à La Nouvelle-Orléans.

## Biographie
Ancien séminariste, il a consacré quatorze années de sa vie au jeûne et à la prière.
Installé au Nouveau-Mexique dans les années soixante, il enseigne dans une école primaire, secondaire et à l'université. En 1963, il fait partie des créateurs de Young Citizens for Action, une association d'aide aux jeunes délinquants.
Il est le cofondateur de la Clinica de la Gente qui a permis à 12 000 personnes de Santa Fe de bénéficier d'une assistance médicale.
En 1972, il a été à l'origine de l'Institute for Regional Education de Santa Fe, association caritative consacrée au développement des médias, aux arts, à l'organisation de la société et à la recherche.
En 1974 et 1975, il bénéficie du soutien de l'American Civil Liberties Union pour organiser une campagne multimédia sur les violations du droit à la vie privée et l'utilisation de la technologie pour contrôler l'individu.
Entre 1975 et 1982, il tourne Koyaanisqatsi, un documentaire expérimental sans narration se présentant comme une illustration de la "vie déséquilibrée" qu'induit le monde moderne. Pour son film, Reggio obtient la collaboration du compositeur Philip Glass. Lancé en 1983, Koyaanisqatsi connait un accueil critique très favorable et rejoint un public assez vaste, compte tenu de la nature inhabituelle du projet. Koyaanisqatsi devient ainsi le premier volet de ce qui sera la Trilogie des Qatsi. 
Le second volet de la trilogie, Powaqqatsi, conçu de la même manière, (absence de narration, musique de Philip Glass très présente) sort en 1988 et se concentre cette fois-ci sur l'exploitation de l'homme par l'homme. La trilogie se conclut en 2002 avec Naqoyqatsi.
Dix ans après Naqoyqatsi, Reggio revient avec Visitors, œuvre une fois encore sans narration mais accompagnée de la musique de Philip Glass. Dans ce film plus contemplatif que les précédents, Reggio présente principalement des visages humains filmés en noir et blanc et au ralenti.

## Filmographie
- 1983 : Koyaanisqatsi
- 1988 : Powaqqatsi
- 1989 : Clip-vidéo Patricia's Park d'Alphaville, de la vidéo Songlines
- 1991 : Anima Mundi
- 1995 : Evidence
- 2002 : Naqoyqatsi
- 2013 : Visitors
- 2022 : Once Within A Time